# Jemaah Islamiyah
Jemaah Islamiah  (tiếng Ả Rập: الجماعة الإسلامية, al-Jamāʿat ul-Islāmíyatu, có nghĩa là "Tổ chức Hồi giáo", thường được viết tắt là JI), là một tổ chức chiến đấu theo chủ nghĩa Hồi giáo tại Đông Nam Á, mục đích của tổ chức này là nhằm thành lập một Daulah Islamiyah (Quốc gia Khalip Hồi giáo) tại Đông Nam Á bằng việc hợp nhất Indonesia, Malaysia, miền nam Philippines, Singapore và Brunei. Jemaah Islamiah đã bị Liên Hợp Quốc liệt vào danh sách các tổ chức khủng bố có liên hệ với al-Qaeda hoặc Taliban vào ngày 25 tháng 10 năm 2002 theo Nghị quyết số 1267 của Hội đồng Bảo an Liên Hợp Quốc.
Jemaah Islamiah có gốc rễ từ Darul Islam (DI, có nghĩa là "Triều đại Hồi giáo"), một phong trào Hồi giáo/chống thực dân cấp tiến tại Indonesia trong thập niên 1940. JI chính thức được các lãnh đạo Abu Bakar Bashir và Abdullah Sungkar thành lập vào ngày 1 tháng 1 năm, 1993 trong lúc ẩn cư tại Malaysia để trốn tránh ngược đãi của chính quyền Suharto. Sau khi chế độ của Suharto sụp đổ vào năm 1998, cả hai cùng trở về Indonesia và tại đây Jemaah Islamiah tiến sang ranh giới khủng bố khi một trong những người sáng lập ra nó là Abdullah Sungkar thiết lập liên hệ với mạng lưới al-Qaeda của Osama Bin Laden.
Các hoạt động bạo lực của Jemaah Islamiah bắt đầu trong những vụ xung đột cộng đồng ở Maluku và Poso. Tổ chức này chuyển hướng chú ý đến các mục tiêu quyền lợi của Hoa Kỳ và phương Tây tại Indonesia và vùng Đông Nam Á kể từ khi bắt đầu Chiến tranh chống khủng bố do Hoa Kỳ lãnh đạo. Các kế hoạch khủng bố của Jemaah Islamiah tại Đông Nam Á đã bị vạch trần khi âm mưu đặt một số quả bom tại Singapore của tổ chức này bị giới chức địa phương phát hiện.
Jemaah Islamiah đã có liên kết trong viêc tuyển mộ, đào tạo, truyền bá tư tưởng, tài chính và các hoạt động khác với các nhóm chiến binh khác, như al-Qaeda, Abu Sayyaf (ASG), Mặt trận Giải phóng Hồi giáo Moro (MILF), nhóm Nổi loạn/Ly khai Misuari (MRG/MBG) và phong trào Rajah Sulaiman (RSM) tại Philippines trong nhiều năm, và tiếp tục cho đến nay.
Trước vụ đánh bom Bali đầu tiên, người ta đã đánh giá thấp về mối đe dọa từ Jemaah Islamiah Jemaah Islamiah được chú ý sau khi sát hại hàng trăm thường dân trong vụ đánh bom xe Bali vào ngày 12 tháng 10 năm 2002. Trong cuộc tấn công, kẻ đánh bom liều chết đã giết chết 202 người và làm bị thương nhiều người trong hai vụ nổ. Sau vụ tấn công này, Bộ Ngoại giao Hoa Kỳ đã liệt Jemaah Islamiah vào danh sách các tổ chức khủng bố nước ngoài. Jemaah Islamiah cũng bị nghi ngờ đã thực hiện vụ đánh bom khách sạn JW Marriott ở Kuningan, Jakarta năm 2003, đánh bom đại sứ quán Úc năm 2004 tại Jakarta, đánh bom khủng bố Bali năm 2005 và đánh bom khách sạn JW Marriott và Ritz-Carlton năm 2009. Các cụ tấn công Bali và JW Marriott cho thấy rằng Jemaah Islamiah không loại trừ việc tấn công cùng một nhiều lần một mục tiêu. Jemaah Islamiah cũng trực tiếp hoặc gián tiếp liên quan đến hàng chục vụ đánh bom ở miền Nam Philippines, thường là liên minh với ASG.
Tuy nhiên, hầu hết các nhân vật nổi bật của Jemaah Islamiah như Hambali, Abu Dujana, Azahari Husin, Noordin Top và Dulmatin đã bị bắt hoặc bị giết, hầu hết là do biệt đội chống khủng bố 88 của Indonesia tiến hành. Trong khi một số nhà lãnh đạo trước kia của tổ chức này, bao gồm nhà thánh chiến người Malaysia và cựu chiến binh Chiến tranh Afghanistan Nasir Abbas, đã từ bỏ bạo lực và thậm chí còn hỗ trợ các chính phủ Indonesia và Malaysia trong cuộc chiến chống khủng bố.